# Form and Void
"Form and Void" es el octavo episodio y final de la primera temporada de la serie de televisión de antología estadounidense de drama criminal True Detective. El episodio fue escrito por el creador de la serie Nic Pizzolatto y dirigido por el productor ejecutivo Cary Joji Fukunaga. Se transmitió por primera vez en HBO en Estados Unidos el 9 de marzo de 2014.
La temporada se centra en los detectives de homicidios de la Policía Estatal de Luisiana Rustin "Rust" Cohle (Matthew McConaughey) y Martin "Marty" Hart (Woody Harrelson), quienes investigan el asesinato de la prostituta Dora Lange en 1995. Diecisiete años después, deben revisar la investigación, junto con varios otros crímenes sin resolver. En este episodio, Cohle y Hart utilizan todos sus recursos para finalmente detener al asesino, habiendo finalmente localizado su paradero.
De acuerdo con Nielsen Media Research, el episodio fue visto por aproximadamente 3,52 millones de espectadores domésticos y obtuvo una participación de audiencia de 1,6 entre adultos de 18 a 49 años, lo que lo convierte en el episodio más visto de la serie. El episodio recibió elogios universales de la crítica y el público, quienes elogiaron las actuaciones, la escritura, la dirección, la cinematografía, la atmósfera, la música, la tensión, el ritmo y el cierre. Por su actuación en el episodio, Matthew McConaughey recibió una nominación a Mejor Actor Principal en una Serie Dramática en la 66ª edición de los Premios Primetime Emmy.

## Trama

### 2012
El cuidador (Glenn Fleshler) vigila a un hombre al que llama "papá" que está atado a una cama en una habitación llena de palabras escritas en las paredes. Sale de la habitación hacia su casa cercana, donde se reúne con Betty (Ann Dowd), su amante. Más tarde se ve al cuidador pintando un edificio en el patio de una escuela y mirando a los niños. 
En el barco, Rust (Matthew McConaughey) obliga a Geraci (Michael Harney) a ver la cinta de vídeo que muestra la violación y el asesinato de Marie Fontenot. Perturbado por el contenido, Geraci confiesa que el sheriff Ted Childress estaba a cargo de la investigación y luego abandonó el caso. Rust y Marty (Woody Harrelson) salen del barco y dejan a Geraci, diciéndole que tienen pruebas incriminatorias en su contra si les pasa algo. También le informan que han contratado a un sicario para que lo mate si son arrestados o asesinados, y prueban su punto haciendo que un francotirador invisible dispare al auto de Geraci. El francotirador resulta ser Robert Doumain, dueño del bar donde trabaja Rust cuyo hijo desapareció en 1985. Luego, Rust y Marty lo dejan y se van.
Mientras analiza su evidencia, Marty nota que una casa en el vecindario de Dora Lange estaba recién pintada de color verde en otra imagen, lo que indica que el asesino la pintó, razón por la cual algunos niños que escaparon lo consideraron el "monstruo de espagueti de orejas verdes" a él. Mientras conducen hacia la casa, modifican su confrontación con respecto a Maggie (Michelle Monaghan), y Rust confiesa que ella lo visitó hace unos días solo para asegurarse de que Marty estaba bien. Encuentran la casa y se ponen en contacto con la propietaria original en ese momento, Lilly Hill. Recuerda que la gente pintaba su casa, identificando a uno de ellos como el hombre de la cara llena de cicatrices. Al verificar los registros de pagos de su esposo, rastrean la empresa como Childress and Sons Maintenance, que trabajaba en muchas áreas donde desaparecieron mujeres y niños. Si bien los registros familiares no revelan hijos vivos del fundador Billy Childress, logran obtener la dirección de una casa.
Antes de partir, Rust le ordena a Doumain que entregue paquetes con pruebas a las autoridades en caso de que no regrese. Mientras tanto, Marty se reúne con Papania (Tory Kittles) y le pide ayuda cuando la necesita. A pesar de sus reservas y de cuestionar el papel de Rust, Papania acepta. Rust y Marty luego conducen hasta la casa, donde el servicio telefónico no está disponible. Marty intenta quitarle un teléfono a Betty, quien se pone a la defensiva y suelta a un perro que huye. Marty irrumpe en la casa mientras Rust inspecciona el área que rodea la casa. Encuentra al perro muerto y se topa con el cuidador, de nombre Errol Childress, quien huye al bosque. De regreso a la casa, Marty finalmente encuentra a Betty y la obliga a darle un teléfono. Mientras busca a Rust, entra en una casa más pequeña y separada para descubrir el cadáver atado del padre de Errol, Billy Childress.
Mientras sigue a Errol, Rust se topa con un laberinto de túneles y Errol se burla de él para que entre. Rust se aventura solo a través del laberinto, mientras que Marty entra por separado pero no puede encontrarlos. El laberinto se compone principalmente de ropa de niños, celosías y esqueletos, un lugar que Errol llama Carcosa. Rust finalmente llega a una habitación con un esqueleto adornado con astas y se distrae cuando ve un vórtice arremolinado (posiblemente alucinado). Mientras Rust se distrae, aparece Errol y lo apuñala en el estómago. Rust le da un cabezazo a Errol, quien luego recibe varios disparos de Marty que llega. A pesar de los disparos, Errol le lanza un martillo a Marty y lo golpea en el pecho. Mientras se prepara para matarlo, Rust mata a Errol con un disparo en la cabeza. Ambos sangrando profusamente, Marty atiende la herida de Rust. Mientras tanto, Papania y Gilbough (Michael Potts) llegan con refuerzos a la casa, encuentran a Betty esposada a las escaleras y comienzan a buscar en el área.
Unos días después, Gilbough y Papania visitan a Marty en el hospital. Le informan que Errol y Betty eran hijos de Billy Childress y que las herramientas en su cobertizo coinciden con las armas en el asesinato de Lago Charles y Dora Lange, cerrando efectivamente el caso. También se le informa que Rust sobrevivió pero permanece en coma después de la cirugía. Marty se emociona cuando recibe la visita de Maggie y sus hijas. Mientras tanto, los medios informan sobre el hallazgo en la casa de Errol y decenas de cadáveres recuperados en el lugar; los Tuttle evitan los cargos, pero su reputación se derrumba. 
Marty está presente junto a su cama cuando Rust se despierta. Rust está decepcionado porque no pudo reconocerlo cuando vio a Errol en la escuela en 1995 y también está frustrado porque no pudieron hacer que todos los responsables rindieran cuentas por sus acciones, aunque Marty afirma que su objetivo era solo Errol. Algún tiempo después, Marty recuperado saca a Rust del hospital y ambos hablan en el estacionamiento. Expresa que durante su coma sintió felicidad al saber que pronto vería a su hija y padre fallecidos, lamentando que sobrevivió. Marty le da un paquete de cigarrillos mientras se lleva a Rust del hospital. Ambos comentan sobre el concepto de "bien y mal" y "luz y oscuridad", y Rust dice que si bien en un momento solo hubo oscuridad, para él, la luz parece estar ganando.

## Producción

### Desarrollo
En enero de 2014, el título del episodio se reveló como "Form and Void" y se anunció que el creador de la serie Nic Pizzolatto había escrito el episodio mientras que el productor ejecutivo Cary Joji Fukunaga lo había dirigido. Este fue el octavo crédito de escritura de Pizzolatto y el octavo crédito de dirección de Fukunaga.

### Escritura
Antes de que se emitiera el episodio, se le preguntó al creador Nic Pizzolatto "¿qué deberían pensar los espectadores" del episodio, a lo que respondió: "Lo que quieran. Sistemas binarios, tal vez".
Pizzolatto tenía el final en mente cuando empezó a escribir la temporada, indicando que Rust estaría "articulando, sin sentimentalismo ni ilusión, un tipo real de optimismo".  Explicó: "Quiero seguir a los personajes y la historia a través de lo que exigen orgánicamente. Y habría sido lo más fácil del mundo matar a uno o a ambos tipos".  También quería que los personajes sintieran una sensación de redención o liberación, afirmando: "No están curados, pero ahora, por primera vez, puedes imaginar un futuro en el que serán curados. Y antes eso nunca fue una posibilidad para Cohle y para Hart apenas es una posibilidad, pero ahora es una posibilidad realmente ganada". 
Para la escena inicial que representa la casa de Errol Childress, Pizzolatto explicó: "Para el final, pensé que el público merecía tener un punto de vista cercano del monstruo y reconocerlo de la misma manera que se reconoce a los héroes de True Detective. Allí no hay más monstruos que los humanos, ni héroes más que los humanos. El desafío con Errol era implicar una historia completa, una mitología y una metodología personal dentro del tiempo limitado que teníamos con él. Dado que este era el final, pensé que podríamos lograr ese espacio para un punto de vista más, el espejo oscuro de nuestros personajes, la sombra que han estado persiguiendo durante tantos 17 años sin saberlo, la víctima histórica de hombres malos que asesinan a mujeres y niños".
Al comentar sobre las palabras de Marty sobre no arrestar a todos los responsables de la conspiración, Pizzolatto dijo: "El cambio significativo en la escena final es que el punto de vista ha cambiado. Después de que Marty nos dijo que no existe la justicia absoluta, esa es una historia que nos contamos a nosotros mismos, los verdaderos culpables no son castigados. Creo que fue muy difícil si alguien leyera mi prosa, la encontraría poblada de personajes femeninos ricos. Mi desafío era, si solo alguien existe en relación con Rust y Marty, por lo que solo tendrán una o dos líneas, deben volverse vívidos e implicar una historia y dimensionalidad en una o dos líneas".
Hubo comentarios sobre si el esqueleto en el laberinto era realmente el Rey Amarillo. Según el director Cary Joji Fukunaga, responder la pregunta no era la idea detrás del episodio, diciendo: "Era más bien una capa adicional a las razones detrás de los asesinatos. En lugar del Rey Amarillo y los libros sobre Carcosa y la mitología en torno a eso, al ser la pieza central del final, era sólo otra capa".
Se consideraron algunos finales alternativos para el final. Uno involucró un evento misterioso que hizo desaparecer a Rust y Marty, dejando a Gilbough y Papania para limpiar la escena; el otro concepto implicaría temas sobrenaturales. Pizzolatto descartó las ideas, ya que se sentiría "fácil" y negaría "el tipo de preguntas realistas que el programa había estado planteando todo el tiempo".  Añadió además: "Retirarme a lo sobrenatural, o tomar la ruta dramática fácil de matar a un personaje para lograr una respuesta emocional de la audiencia, pensé que habría sido un flaco favor a la historia". 

### Rodaje

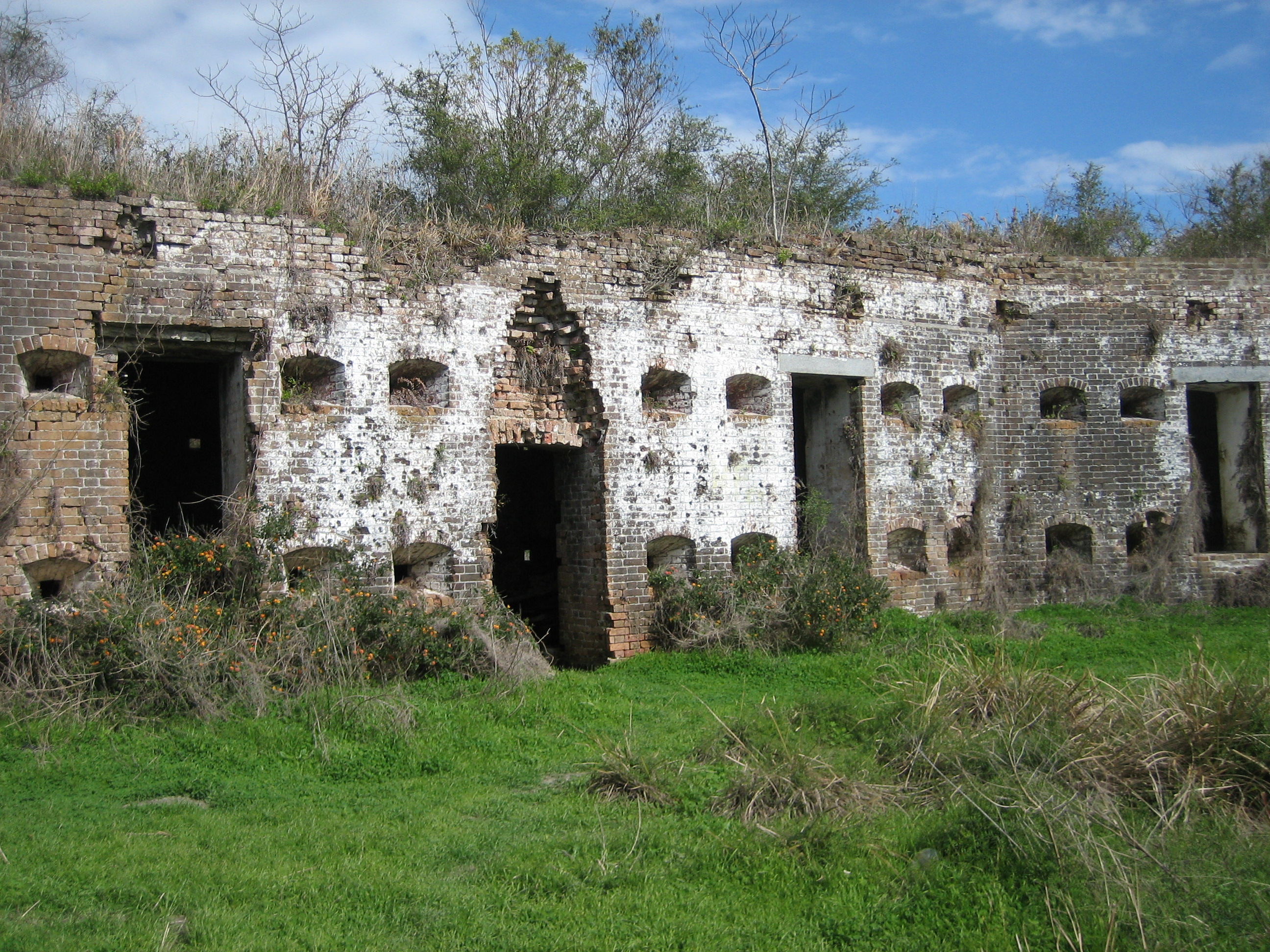
Las escenas del laberinto se filmaron en Fort Macomb, un fuerte de ladrillo del en Luisiana.

El laberinto se rodó en Fort Macomb, un fuerte de ladrillo del siglo XIX en Luisiana, en la costa occidental de Chef Menteur Pass. La escena fue escrita originalmente para estar ambientada en un bosque de cipreses, pero complicaciones durante la filmación obligaron al equipo a reubicar la ubicación. El diseñador de producción Alex DiGerlando comentó: "Así que estábamos empezando a prepararnos para llegar a un acuerdo: rodarla en una zona boscosa donde la única cualidad realmente atractiva era que permitía un fácil acceso. Sin embargo, ninguno de nosotros estaba realmente entusiasmado con eso".  Fukunaga finalmente se decidió por el fuerte y dijo: "Estaba todo encadenado y encerrado y me gustan las cosas viejas como esas, especialmente las de la Guerra Civil. Cuando llegamos, había serpientes por todas partes y estaba cubierto de maleza y pasto. Cuando llegamos a las cámaras interiores fue bastante impresionante y realmente espeluznante y definitivamente había una energía extraña a su alrededor". 

## Recepción

### Audiencia
El episodio fue visto por 3,52 millones de espectadores, obteniendo un 1,6 en la clasificación demográfica de 18 a 49 años en la escala de clasificación de Nielson. Esto significa que el 1,6 por ciento de todos los hogares con televisores vieron el episodio.  Este fue un aumento del 50% con respecto al episodio anterior, que fue visto por 2,34 millones de espectadores con un 1,0 en el grupo demográfico de 18 a 49 años. 
La noche de la emisión, HBO Go colapsó debido a la "demanda abrumadoramente popular" del episodio.

### Reseñas críticas
"Form and Void" recibió elogios universales. Jim Vejvoda de IGN le dio al episodio una "obra maestra" perfecta, 10 sobre 10, y escribió en su veredicto: "El final de la primera temporada de True Detective de HBO fue un cierre verdaderamente espeluznante, apasionante y emotivo de uno de los mejores dramas criminales jamás producidos para televisión".
Erik Adams de The AV Club le dio al episodio una calificación de "A-" y escribió: "En cierto nivel, todo en True Detective forma un círculo; todo en True Detective está conectado. Puedes tomar eso como una sentencia de muerte, o puedes Interpretarlo como una especie de hermandad de hombres. Por el momento, la historia que Rust y Marty están inventando mientras miran las estrellas es más de lo último. La luz reclama una victoria más, al mismo tiempo que reconoce que puede. No pospongas la derrota para siempre".  Britt Hayes de Screen Crush escribió: "Para aquellos que buscan una conclusión gratificante para la primera temporada, 'Form and Void' definitivamente cumple, desde lo espeluznante hasta los viejos cohleismos de Rust, y sí, incluso algunos profundos. Bromance detectivesco frito". 
Alan Sepinwall de HitFix escribió: "Pensaré en todas las veces que lo vi, incluso cuando presentaba variaciones de cosas que había visto un millón de veces antes, y pensaré en todas las formas en que se sintieron la presentación y la ejecución, tan nuevo, tan inquietante, tan conmovedor y tan memorable".  Alan Yuhas de The Guardian escribió: "Al final, True Detective finalmente cambió y Marty y Rust descubrieron la buena vida nuevamente. Se convirtieron en la incómoda comedia de amigos que siempre habíamos querido. Solo desearía que la evidencia fuera un poco más convincente".  Ben Travers de IndieWire le dio al episodio una calificación de "A" y escribió: "'Form and Void' cambió increíblemente la perspectiva en menos de una hora. Los dos detectives eligieron ver la luz en lugar de la oscuridad, la verdad por delante de las mentiras. No es el trabajo lo que los define, aunque juega un papel integral. Rust y Marty aprendieron a definirse a sí mismos y, al final, a aceptar la vida por encima de la muerte". 
James Poniewozik de Time escribió: "Al igual que Marty y Rust resolviendo parte, pero sólo parte, del misterio, True Detective hizo lo que hizo y no hizo lo que no hizo, pero ¿en su conjunto? La luz eclipsó a la oscuridad".  Brian Lowry de Variety escribió: "Pase lo que pase después, no hay manera de ver a True Detective como algo más que un éxito rotundo, con un fallo relacionado con HBO Go que simplemente demuestra el apetito rabioso por él. Porque si los programas policiales se han convertido en programas de televisión, En respuesta a McDonald's, esto era el equivalente a LudoBites: surgiendo para ofrecer delicias inesperadas para un paladar refinado y exclusivo, y puf, con la misma rapidez". 
Kenny Herzog de Vulture le dio al episodio una calificación perfecta de 5 estrellas sobre 5 y escribió: "Hubo, como ha sido el caso en todo momento, más que un poco de humor y cliché en 'Form and Void', de los dedos medios en duelo de Rust y Marty a la excentricidad general del bayou-bogey-folk de Errol y la Sra. Errol, lo más probable es que esos detalles divertidos aparezcan en la segunda vista, a pesar de la seriedad predominante del programa. Incluso Rust mira hacia el cielo y se recuerda a sí mismo y a Marty que, "Una vez, siempre hubo oscuridad". Si me preguntas, la luz está ganando. Y True Detective, a su vez, iluminó una historia en blanco y negro sobre crímenes y policías con una singularidad ganadora hasta su final".  Tony Sokol de Den of Geek le dio al episodio una calificación perfecta de 5 estrellas sobre 5 y escribió: "El episodio final de True Detective, 'Form and Void', rompe la regla cardinal del mundo del espectáculo. Déjalos con ganas de más. Oh, claro, me encantaría ver esto todas las semanas por el resto de mi vida, pero fue satisfactorio True Detective que me satisfizo como un thriller de suspenso sobrenatural, como una película de monstruos y como una entrada digna al género de Detective Satánico. Y fue una buena serie policial, con coraje y humor, que podría estar en lo más alto de cualquier lista con Joseph Wambaugh en ella". 
Chris O'Hara de TV Fanatic le dio al episodio una calificación perfecta de 5 estrellas sobre 5 y escribió: "Lo que obtuvimos en 'Form and Void' fue una conclusión adecuada para una de las mejores temporadas de televisión que he visto en años. Fue un final repleto de todos los elementos del programa que lo hicieron tan atractivo de ver". Shane Ryan de Paste le dio al episodio un perfecto 10 sobre 10 y escribió: "Cuando nos referimos a True Detective a partir de este momento, será en tiempo pasado, y esa comprensión viene con un peso de tristeza. Pero el fenómeno de su existencia no puede restringirse a dos meses de domingos. Hay una permanencia en la conexión que fomentó, y las preguntas, tan notablemente formuladas, resonarán de ahora en adelante".

### Reconocimientos
Matthew McConaughey envió el episodio para apoyar su nominación a Mejor Actor Principal en una Serie Dramática en la 66ª edición de los Premios Primetime Emmy.